# Institut for Kemi og Biovidenskab
Institut for Kemi og Biovidenskab er et institut på Aalborg Universitet under Det Ingeniør- og Naturvidenskabelige Fakultet.
Instituttet har campusområde i Aalborg, Esbjerg og København. Det ledes af en institutleder, en viceinstitutleder og fem sektionsledere.

## Uddannelser
| Bachelor: - Biologi - Bioteknologi - Bæredygtig bioteknologi - Kemi - Kemi og Bioteknologi - Kemiteknologi - Miljøvidenskab | Kandidat: - Bioteknologi, civilingeniør - Bioteknologi med specialisering i medicinsk bioteknologi, Civilingeniør - Bæredygtig bioteknologi, civilingeniør - Kemi, civilingeniør - Kemiteknik, civilingeniør - Olie- og gasteknologi, civilingeniør - Biologi, cand.scient. - Kemi, cand.scient. - Miljøvidenskab, cand.tech. |